# Canarias Radio
Canarias Radio est une station de radio publique espagnole appartenant au groupe Radio Televisión Canaria, entreprise dépendant du gouvernement autonome des Îles Canaries.

## Présentation
En raison des contraintes géographiques propres au territoire des Canaries, la station gère un centre de production dans chacune des capitales de l'archipel, Santa Cruz de Tenerife et Las Palmas de Gran Canaria. Elle appartient à la fédération des organismes de radio et de télévision des autonomies, une association professionnelle regroupant les principales chaînes de radio et de télévision régionales publiques du pays.
Les premières émissions de Canarias Radio débutent le 30 mai 2008, jour des Îles Canaries, depuis ses studios de Las Palmas de Gran Canaria. La station se heurte rapidement à des difficultés d'ordre juridique, une autre station, Radio Canarias, jugeant préjudiciable la quasi similitude entre les deux noms. Le 14 novembre 2008, un juge du tribunal du commerce de Las Palmas tranche en faveur de Radio Canarias, et ordonne la fin des émissions de Canarias Radio sous ce nom. Cette décision n'est cependant pas suivie d'effet, Canarias Radio se contentant d'ajouter « La Autonómica » à sa dénomination officielle.
Station de format « généraliste », Canarias Radio articule sa programmation autour de l'information (régionale, mais aussi nationale et internationale), de la culture et du divertissement. Les émissions quotidiennes commencent le matin à 7 heures avec « Buenos días, Canarias », programme mêlant bulletins d'information, services (météo, état du trafic routier, résultats sportifs), débats et reportages, et se poursuivent à 11 heures avec le magazine « La alpispa », programme sur la culture et les traditions canariennes présenté par María Doménech. Les après-midi sont consacrés aux magazines, à la musique et aux sports. En milieu de soirée, le programme « Radiofórmula musical » se consacre à la musique, avec une attention toute particulière aux artistes hispanophones, et plus spécialement aux artistes originaires de l'archipel.
Canarias Radio dispose d'un réseau d'émetteurs en modulation de fréquence (23 fréquences en FM) lui permettant de couvrir la quasi-totalité des Canaries, soit 97 % de la population. Elle est diffusée sur la TDT (télévision numérique terrestre espagnole) et peut également être écoutée dans le monde entier par internet.

### Sources
- (es) Cet article est partiellement ou en totalité issu de l’article de Wikipédia en espagnol intitulé « Canarias Radio » (voir la liste des auteurs).